# Мийо, Кристиан
Кристиан Мийо (настоящее имя и фамилия — Кристиан Дюбуа-Мийо) (фр. Christian Millau; 30 декабря 1928 — 5 августа 2017) — французский ресторанный критик и писатель.
Журналист Мийо и его коллега Го посещали до 400 ресторанов в год и постепенно оттачивали свои знания и мастерство ресторанных критиков.
В 1965 году он основал совместно с Анри (Генри) Го «Го-Мийо» (Gault & Millau) (Guide gourmand de la France), ставший одним из самых влиятельных французских гидов, который оценивает рейтинги ресторанов, вин, бутиков.
К 1973 году гид значительно расширился и теперь охватывает не только Францию с её великими кулинарами и поварами, но и другие страны, в частности, Швейцарию, Германию, Австрию и страны Бенилюкса.
Автор ряда книг, в том числе с обзором кухонь различных стран мира. За книгу «Гусарский галоп: литературный вихрь 50-х» (1999) был награждён Гран-при Французской академии в разделе биографий и премией Жозефа Кесселя.

## Избранная библиография
- La Belle Époque à table (в соавт.) 1981
- Dining in France 1986 ISBN 0-283-99395-2
- La France à la carte 1986 ISBN 2-85108-441-0
- The Best of San Francisco & Northern California 1988 ISBN 0-13-076084-6
- The Best of Los Angeles 1988 ISBN 0-13-076068-4
- The Best of London 1990 ISBN 0-13-073180-3
- Les fous du palais: Drôle de voyage au pays des gourmands 1994 ISBN 2-221-07985-X
- The Best of Paris 1994 ISBN 1-881066-03-7
- Au galop des hussards: Dans le tourbillon littéraire des années 50 1999 ISBN 2-87706-346-1 
 Гран-при Французской академии в разделе биографии, Премия Жозефа Кесселя — Обзор литературы 1950-х годов.
- Paris m’a dit: Années 50, fin d’une époque 2000 ISBN 2-87706-388-7
- Bon baisers du goulag. Secrets de famille. 2004 ISBN 2-259-19976-3
- Commissaire Corcoran 2004 ISBN 2-84011-701-0
- Dieu est-il Gascon ? 2006 ISBN 2-268-05775-5
- Guide des restaurants fantômes. Ou les ridicules de la société française. 2007 ISBN 978-2-259-20699-0
- Le passant de Vienne. Un certain Adolf 2010
- Journal impoli, 2011—1928 2011 ISBN 2-268-07052-2
- Dictionnaire d’un peu tout et n’importe quoi 2013, ISBN 9782268075075